# Casal dels Coch
El Casal dels Coch és una obra d'Olot (Garrotxa) inclosa a l'Inventari del Patrimoni Arquitectònic de Catalunya.

## Descripció
És un casal situat a la cantonada entre el carrer Clivillers i el de Valls Nous. Disposa de planta rectangular, teulat a quatre aigües, baixos i tres pisos superiors. La façana principal, al nord, presenta conc balcons a cada pis distribuïts simètricament, i part dels baixos ocupats per locals comercials. La façana sud està formada per tres registres de galeries cobertes, el primer amb balustrades. Al costat de la porta principal hi ha una placa amb la següent inscripció: "El pintor i prosista Josep Berga i Boix visqué i morí en aquesta casa. 1837-1914".

## Història
L'historiador olotí Joaquim Danés i Torras va realitzar diferents esquemes de la possible planta hipotètica de la vila d'Olot a través dels segles. Cal destacar que el carrer de Clivillers havia estat zona de muralles (el carrer del costat porta el nom evocador de Valls Nous) i fins al segle xviii no va ser urbanitzat. Antigament hi havia diferents masos, situats extramurs, un d'ells La Masó o Sa Masó, propietat dels Marquesos de Vallgornera. L'any 1737, Francisca Bosch de Pla Traver va fer aixecar damunt aquest mas l'actual casal dels Vallgornera.